# Quaëdypre
Quaëdypre (niederländisch: Kwaadieper) ist eine französische Gemeinde mit 1122 Einwohnern (Stand 1. Januar 2022) im Département Nord in der Region Hauts-de-France. Sie gehört zum Kanton Wormhout im Arrondissement Dunkerque.

## Geographie
Die Gemeinde Quaëdypre liegt in Französisch-Flandern, etwa 14 Kilometer südlöstich von Dünkirchen. Durch die Gemeinde führt die Autoroute A25.

## Geschichte
Erstmals im Jahre 1067 erwähnt, hieß der Ort ab 1220 Quatipra und erhielt 1393 seinen heutigen Namen. Die Herkunft des Namens setzt sich vermutlich aus kwaad („schlecht“ oder „klein“) und Ieper oder Ypres (Ulme) zusammen.

### Bevölkerungsentwicklung
| Jahr                       | 1962 | 1968 | 1975 | 1982 | 1990 | 1999 | 2006 | 2014 | 2021 |
| Einwohner                  | 931  | 888  | 919  | 1007 | 1111 | 1158 | 1132 | 1111 | 1121 |
| Quellen: Cassini und INSEE |      |      |      |      |      |      |      |      |      |

## Sehenswürdigkeiten
Sehenswert ist die im 17. Jahrhundert erbaute Kirche Saint Omer.

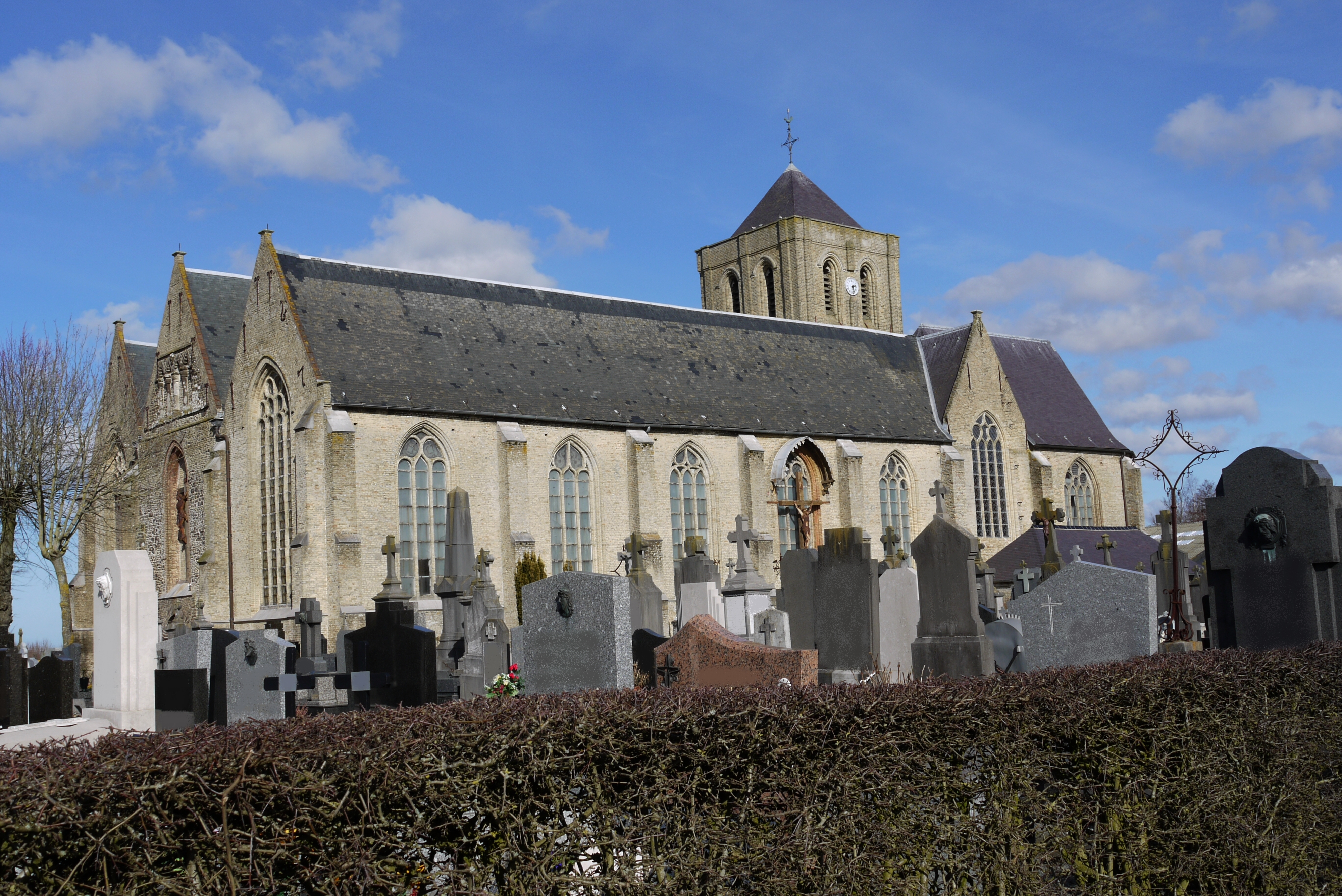
Kirche Saint-Omer
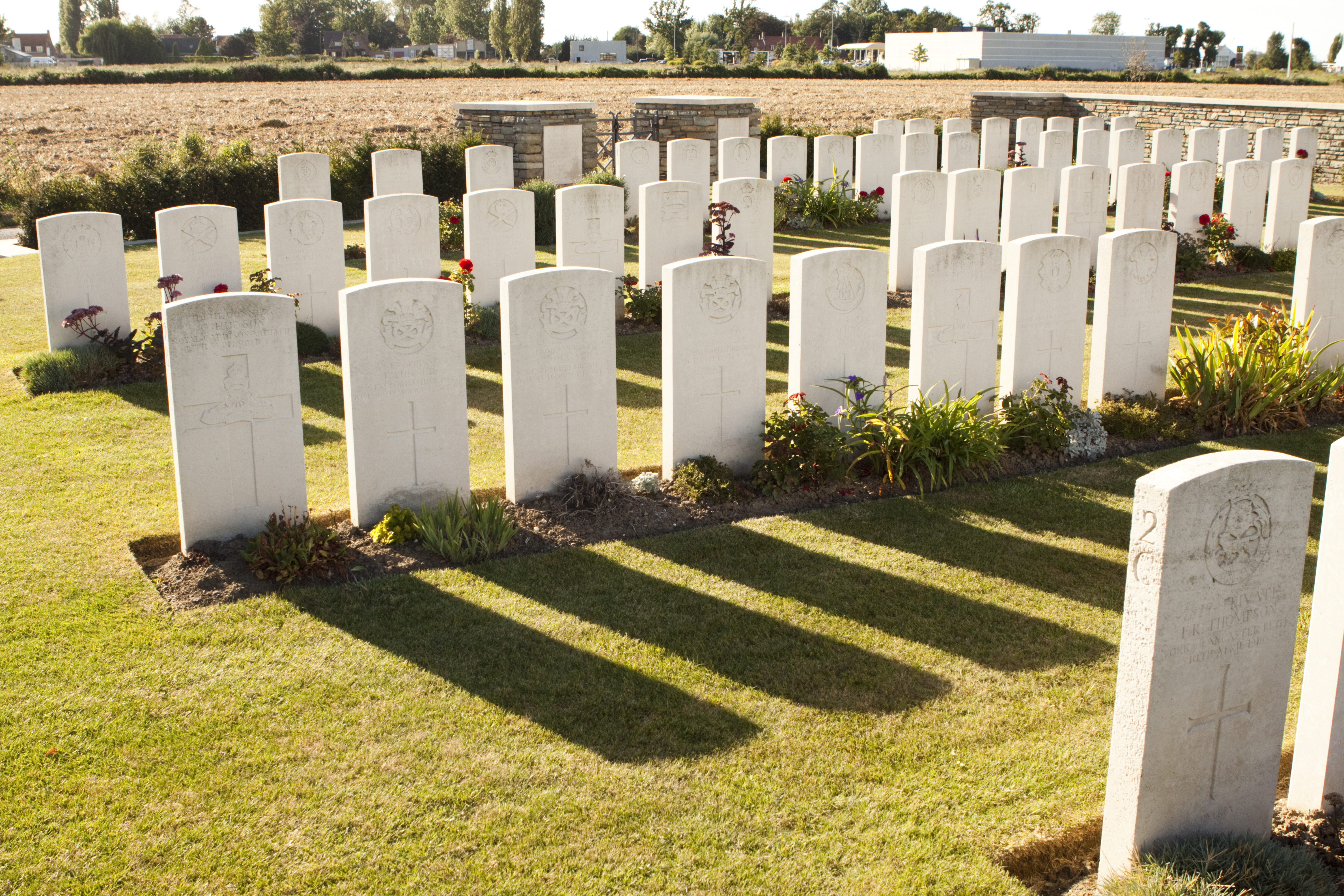
Soldatenfriedhof des Commonwealth

## Persönlichkeiten
- Pierre Everaert (1933–1989), Radrennfahrer